# DFL-Cyclingnews-Litespeed
Driving Force Logistics-Cyclingnews-Litespeed was een Britse wielerploeg. Het oorspronkelijk Australische team bestond vanaf 2001 en kwam van 2005 tot 2007 uit in de continentale circuits. De ploeg was internationaal samengesteld met een grote Australische, Britse en Belgische kern.
Ploegleiders waren de Belgen Eric Vanderaerden en Rudi Dubois.

## Bekende oud-renners
- Matthew Brammeier
- Russell Downing
- Matti Helminen
- Daniel Lloyd
- Nico Mattan
- Jens Mouris
- Gert Vanderaerden
- Jeremy Vennell